# Epigrypodes amplipennis
Epigrypodes amplipennis är en fjärilsart som beskrevs av Turner 1936. Epigrypodes amplipennis ingår i släktet Epigrypodes och familjen nattflyn. Inga underarter finns listade i Catalogue of Life.